# Collinsia heterophylla
Collinsia heterophylla là một loài thực vật có hoa trong họ Mã đề. Loài này được Graham mô tả khoa học đầu tiên năm 1838.